# 埃尔保陶克
埃尔保陶克，是匈牙利索博尔奇-索特马尔-贝拉格州所辖的一个村。总面积31.33平方公里，总人口1734，人口密度55.3人/平方公里（2011年1月1日）。